# 天国にいちばん近い島
『天国にいちばん近い島』（てんごくにいちばんちかいしま）は、森村桂の旅行記。1966年に出版されベストセラーになった。

## 概要
子供の頃、亡き父（作家の豊田三郎）が語った、花が咲き乱れ果実がたわわに実る夢の島、神様にいつでも逢える島。働かなくてもいいし、猛獣や虫もいない…そんな天国にいちばん近い島が地球の遥か南にあるという。それが、きっとニューカレドニアだと思い、ニューカレドニアへ行くことを心に誓う。死んでしまった父に、また会えるかも知れない…そう信じて。母が寂しがっていると言えば、心地よいその島暮らしを捨ててでも戻ろうと思ってくれるに違いない。そして、神様の目をぬすんで、父を連れて帰ればいい! そう信じて出発した旅行の顛末。
まだ海外旅行自体が自由にできなかった頃ゆえの苦労、夢と現実のギャップ、現地の人達との交流などの体験が書かれる。

## テレビドラマ
1968年、NHK「朝の連続テレビ小説」の第8作『あしたこそ』としてテレビドラマ化された（『違っているかしら』からも一部原作を引用）。主演は藤田弓子。

## 映画
角川映画において原田知世が主演した3作目。デビュー作『時をかける少女』と同じく大林宣彦がメガホンを取った。同時上映は薬師丸ひろ子主演『Wの悲劇』。配給収入は15億5千万円。原田が歌う同名主題歌『天国にいちばん近い島』はオリコンチャート週間1位を記録した。

### ストーリー
桂木万里は、急死した父・次郎の葬儀を終え、車の中で父が話していた「天国にいちばん近い島」のことを思い出していた。万里は元来、無口でおとなしい性格の女の子だった。父・次郎が時折話すニューカレドニアのことが唯一、万里の心をときめかせていた。万里は葬儀の後、母・光子にニューカレドニアに行きたいと話す。光子は無口でおとなしい性格の万里が初めて自分で何かをしようとしていることを認める。
冬休みのツアーに参加して島に着いた彼女は、一人自転車でヌメアの街に出て、景色を見て回るが、何か違うように思えた。日系三世の青年・タロウと出会い、名も聞かずに別れた。ふとしたことで、中年男の偽ガイド・深谷有一と知り合い、彼のガイドを受けることになった。彼女から「天国にいちばん近い島」の話を聞いた深谷はイル・デ・パン島に連れて行くが、違っていた。深谷は「太陽が沈む時に緑色の光が見えると幸福が訪れるという。君にぜひ見て欲しいんだ。20年前に見えたと言った人がいた。あの人は他の誰にも似ていないんだ」という。
万里は、タロウを探しに市場に出かけて見つける。今度はタロウに教えられたウベア島へ、一人船に乗って出かける。万里はウベアで、島の人達の歓迎を受けるが、ここもまた違っていた。海辺を歩いていた彼女は、エイを踏んで倒れショックで熱を出す。そのため、ツアーの帰りの飛行機に乗り遅れてしまい、ホテルを追い出され、ヨットで一晩明かそうとしているところを警察に保護された。身元引受人としてタロウが迎えに来て、万里は次の飛行機が飛ぶまで、タロウの家にいることになった。ある日、祖父・タイチから観光客を好きになるなと忠告されたタロウは、もうすぐウベアに行かなくてはならないからと、ヌメアのホテルに彼女の部屋を取ったと告げる。万里は自分に嫌気がさし、ドラム缶の風呂の中で泣く。
次の日、エッセイスト・村田圭子と戦争未亡人・石川貞が訪れた。貞の夫が死んだ海を一緒に見に行った万里は貞から人を好きになることへの誇りを教えられる。貞たちのいるホテルに移り、そこで深谷と会う。深谷と圭子はかつての恋人であった。二人は万里の言葉で、20年ぶりに愛を確かめ合った。その夜、万里は荷物の中からタロウの手紙とお金の入った袋を見つける。手紙には「このお金で日本に帰って下さい」とあった。「我がままを言っても、言い過ぎるほど人生は長くはないわ」という貞にお金を借りた万里は、タロウのいるウベアに飛んだ。タロウは子供たちに紙芝居を見せていた。万里は、彼にお金を返し、私にも見せてほしいと言う。二人は、紙芝居が終わった後、「私の天国にいちばん近い島を見つけた。それは眼の前にあります」「僕もニッポンを見つけた。それは万里さんです」と告げ合った。日本に帰国した万里は明るい女の子へと変貌していた。

### 出演
- 桂木万里：原田知世
- タロウ・ワタナベ：高柳良一
- 深谷有一：峰岸徹
- 村田圭子：赤座美代子
- 酋長：エティエヌ・ワモウ
- トム：ジル・ピーターセン
- ジェローム：ジョルジュ・ワヘオ
- タイチ・ワタナベ：泉谷しげる
- ユキコ・ワタナベ:峰岸美帆
- 桂木次郎：高橋幸宏
- 桂木光子：松尾嘉代
- 青山良男：小林稔侍
- 山本福子：小河麻衣子
- 中山千枝：石井きよみ
- マダム・ヒロコ：入江若葉
- 西尾久造：室田日出男
- 西尾みづほ:荒井由紀子
- 西尾みやび:赤松由佳子
- 石川貞：乙羽信子
- 老フロントマン:薩谷和夫

### スタッフ
- 監督・編集：大林宣彦
- 脚本：剣持亘
- 潤色：大林宣彦、小倉洋二
- 撮影監督：阪本善尚
- 美術：薩谷和夫
- 助監督：小倉洋二、内藤忠司、中村洋二郎、中村明
- 音楽：朝川朋之
- 主題歌：原田知世「天国にいちばん近い島」（作詞：康珍化、作曲：林哲司、編曲：萩田光雄）
- 背景：島倉二千六
- 特殊メイク協力：原口智生
- 現像：東洋現像所
- MA：アバコクリエイティブスタジオ
- プロデュース：坂上順（東映）、菅原比呂志
- 製作：角川春樹事務所
- 協力：UTAフランス航空、ニューカレドニア政府、ニューカレドニア政府観光局
- 製作協力：PSC

### 製作

#### 企画
1983年の『時をかける少女』をクランクアップしたとき、大林宣彦と角川春樹とで話した際に、本作の企画が出た。1983年夏に大林と角川でニューカレドニアの一週間旅行し「撮れる」と確信、製作がスタートした。

#### 準備
その後、大林やスタッフがニューカレドニアに何度も足を運び、シナハン・ロケハンや撮影協力の根回しを行った。1959年以来フランス領になっているニューカレドニアには、ここに移動してきたフランス人と、原住民のメラネシアンが同居してる本島は典型的なフランス植民地社会だが、周辺の小島はメラネシアンの自治領といってもよく、ウベア島は中でも特に、メラネシアンの勢力が強い島だった。島は北、中、南部に大別され、3人のグラン・シェフ（大酋長）のもとに17種族が共存する。各地で撮影するためにはその先々の酋長の協力を取り付けなくてはならなかった。ロケ本番を前に計6回、スタッフがウベアに渡り、根回しを続けて来たが、フタを開けて見なければロケが上手くいくか分からないのが実状。メラネシアンの急進グループは、フランスからの独立を唱え、1983年7月にフランス資本の完成したばかりのファイヤウェ・ホテルを焼き打ちし破壊した。またメラネシアンは厳しいカトリックの戒律があり、排他的とされ、極端な男尊女卑社会でもあり、女性に命令されるのを嫌う。果たして無事に撮影が行わえるのか保証はされていない状況だった。しかし実際に現地入りするとメラネシアンが実に純粋で素朴な人たちでスタッフは驚いた。ウベア島で根回しが上手くいかず、大男が乗り込んできて撮影機材をめちゃくちゃに壊されるなど、多少のトラブルはあったが、現地の警察が交通規制を敷いて撮影に協力してくれたり、協力態勢も完璧にしてくれた。 

#### 撮影
ニューカレドニアは日本からは非常に遠く、当時はまだ馴染みのない国であったが、この映画のおかげでブームをひきおこし、日本人観光客が増え、ロケが行われたウベア島には、島内に唯一のリゾートホテル「パラディ・ド・ウベア」ができたという。映画公開から35年を迎える2019年にニューカレドニア観光局は「映画にもなった『天国に一番近い島』というフレーズは、今も日本の方々に広く浸透しています」などと説明し、「天国に一番近い島 ニューカレドニア」というキャッチフレーズで様々な広報活動を展開します、と発表している。
その一方、映画の撮影が行われた翌1985年より、フランスの植民地支配に対する独立運動が激化した。撮影当時1984年夏の時点でも既に危険な雰囲気があったという。しかし大林はあえてニューカレドニアの美しい自然をそのまま撮り、映画を観た人が「なんて素晴らしい国なんだろう」と思い、同時に新聞で流血の独立運動が起きていることを知るという作品にしたいと考えた。このため「政治」や「社会」は何も描いておらず酷評された。
なお、リゾートツアー団体客を演じるエキストラの中には、原田のファンだった漫画家のとり・みき、メカニックデザイナーの出渕裕・河森正治らが参加している。とりは作中で重要な小道具となるタロウの紙芝居を描いている。
高柳良一演じるタロウ・ワタナベのような日系人がニューカレドニアにいるのは、約120年前に世界的なニッケル産出国としても知られたニューカレドニアの鉱山労働者として、日本人が移民としてこの島に渡ったためで、現在もニューカレドニアには、8000人以上の日系人が住むと言われている。

#### 撮影記録
本作はほぼ全編が南太平洋の楽園、ニューカレドニアで撮影された。ニューカレドニアで映画の撮影が行われるのは本作が初めて。撮影クルーはスタッフ・キャストを合わせて約100人で、現地の人たちも日本人が大挙押し寄せビックリしていたという。ニューカレドニアロケは1984年7月26日から8月20日までの約4週間。
ほぼ、ニューカレドニアロケだが、冒頭のオープニングクレジットの後、6～7分とラストの1～2分が日本国内のパートで、ニューカレドニアロケの後、1984年8月25日～29日まで国内で撮影が行われた。冒頭、幼い桂木万里（新井瑞）が父・桂木次郎（高橋幸宏）に抱っこされて実際に欄干に腰掛け、下駄を川に落とすシーンと、ラストに万理の母・桂木光子（松尾嘉代）が原田を迎えに来る橋は神田川にかかる柳橋。1984年8月25、27日柳橋ロケ。8月26日、29日、にっかつ撮影所で飛行機の機内セット等の撮影。8月27日、葬式のシーンを生田スタジオ近くの妙覚寺（稲城市矢野口）で、同日東京都調布市とオーラスの原田と松尾嘉代が歩く月島で撮影。雪は人工雪でスタッフ総出で人工雪を降らし、後始末に長時間を要した。1984年8月29日、にっかつ撮影所でクランクアップ。シーン123。オールアフレコ。撮影に関わった人は延べ2000人に上る。

### 宣伝
詩とエッセイの作品募集に9500人の応募があり、この中から選ばれた500人（女性160人）が、原田と一緒に東海汽船「ふりいじあ丸」で、1984年11月17日午後4時東京竹芝桟橋を出航、翌18日早朝新島に到着した。新島村の観光協会は「こんなにマスコミが押しかけたのは島の歴史始まって以来のこと」と驚いた。モアイの丘に建立した映画の記念碑の除幕式の他、村民センターでファンとの交流、試写会などがあり、午後3時帰途についた。

### 作品の評価

#### 評論家レビュー
- 『週刊平凡』1984年11月30日号「五ツ星採点表」、白井佳夫「大林監督はATG風の映画もアイドル映画もSF風映画も、じつに器用に何でも作っちゃう人ですねえ。（7点／10点満点）」、藤枝勉「大林監督は手抜きで作ったとしか思えない愚作。ニューカレドニアの風光もほうぼうで見聞ずみで目玉にならず。（4点／10点満点）」、渡辺祥子「平凡な少女のよさが美しく澄みきった海と空の中でうまく生かされていて、いい感じでした。（7点／10点満点）」[21]。

#### 受賞歴
- 第3回ゴールデングロス賞優秀銀賞、マネーメイキングスター賞[22]

### 影響
湊かなえは『時をかける少女』を観てファンになった原田知世が、本作に主演すると聞き、小学5年のとき原作を読み、森村桂が一般の人の海外旅行がまだ難しかった1960年代に、南国ニューカレドニアに行きたい一心で、船会社の社長に手紙を書いて直談判し、実現させた過程を知った。「自分の力で夢は叶うんだ」と、自分でその方法を考え、見たこともない物を見に行く行動力に憧れた。まず自分の"天国にいちばん近い島"を探そうと社会科の地図帳で見つけたのが「トンガ王国」だった。当時の地図帳にはまだ「トンガ王国」と記載されていた。「王国」という名前に惹かれ「私の天国にいちばん近い島はここ。いつか行く」と決めた。因島を出て兵庫県の大学に進学し、卒業旅行で念願のトンガ行きを計画したが阪神大震災で中止に。アパレル会社に就職したが、もやもやしたものが残り、ある日、通勤バスで青年海外協力隊の募集を見た。派遣先にトンガがあり、派遣が決まったが、せっかくの仕事を辞めてもいいのかな、という迷いもあり、森村にアドバイスをもらおうと当時、森村が軽井沢で経営していたケーキ店を訪ねた。このときは森村は不在だったが、手紙を託し、2カ月後に、関西であった森村の個展で本人に会い、手紙も読んでくれていて「私もトンガに行ったことがあって、すごくいいところよ」と、進む道を示してくれた人の10年越しの後押しで、仕事を辞め、トンガに出向いた。森村がニューカレドニアに行った後も、絵やケーキ店など様々なことに取り組んでいたことに刺激を受け、自分も「トンガ行きを叶えた」で終わりではいけない、と帰国後、シナリオなどのコンクールに応募するようになり、その後場所を問わず取り組める小説を書くようになったという。

### 映像ソフト
- 角川ヒロイン第二選集（3枚組 DVD-BOX）（2001年3月23日、角川エンタテインメント、KABD-116） - 『ねらわれた学園』、『天国にいちばん近い島』、『晴れ、ときどき殺人』をセットにしたDVD-BOX。
- 天国にいちばん近い島（DVD）（2001年3月23日、角川エンタテインメント、KABD-118）
- 原田知世ベスト･セレクションBOX（3枚組 DVD-BOX）（2003年3月21日、角川エンタテインメント、KABD-530） - 『時をかける少女』、『天国にいちばん近い島』、『早春物語』をセットにしたDVD-BOX。
- 天国にいちばん近い島 デジタル・リマスター版（DVD）（2011年6月24日、角川映画、DABA-0810）
- 天国にいちばん近い島 ブルーレイ（Blu-ray Disc）（2012年9月28日[25]、角川映画、DAXA-4266）
- 天国にいちばん近い島 角川映画 THE BEST（DVD）（2016年1月29日[26]、KADOKAWA、DABA-91126）